# Unione Sportiva Cremonese 1956-1957
Questa voce raccoglie le informazioni riguardanti l'Unione Sportiva Cremonese nelle competizioni ufficiali della stagione 1956-1957.

## Stagione
Nella stagione 1956-1957 la Cremonese disputò il nono campionato di Serie C della sua storia. Il 16 luglio 1956 c'è il cambio della guardia al vertice della società, ad Arturo Soncini succede Guido Maffezzoni, proprietario del pastificio "Combattenti". Confermato l'allenatore magiaro Géza Boldizsár, dal mercato si registrano le partenze di Ermanno Alloni, Franco Zaglio, Silvano Trevisani, Giovanni Sperotto e Giancarlo Magnavacca, in entrata il mediano Luigi Lenzi, l'attaccante Stelvio Zaramella e l'esordio del promettente Bruno Franzini. La partenza non è delle migliori, intorno a Natale dopo la sconfitta con il Pavia si dimette l'allenatore ungherese, al suo posto si punta su Renato Miglioli, che è anche giocatore, e Teodoro Zanini. La squadra si riprende inanellando tre vittorie di fila e terminando il campionato con un onorevole quinto posto con 37 punti. Il torneo è stato vinto dal Prato con 48 punti davanti al Lecco con 45 punti, entrambe promosse in Serie B.

## Divise
| 1ª divisa |

## Organigramma societario
Area direttiva
- Presidente: Guido Maffezzoni

Area tecnica
- Allenatore: Géza Boldizsár, poi dal 27 dicembre 1956 Renato Miglioli[2]

## Rosa
| N. |                   | Ruolo | Calciatore           |
| -- | ----------------- | ----- | -------------------- |
|    | Italia (bandiera) | P     | Mario Ghisolfi       |
|    | Italia (bandiera) | D     | Giampiero Bodini     |
|    | Italia (bandiera) | D     | Giuseppe Della Frera |
|    | Italia (bandiera) | D     | Luigi Lenzi          |
|    | Italia (bandiera) | D     | Michele Massazza     |
|    | Italia (bandiera) | D     | Carlo Somenzi        |
|    | Italia (bandiera) | D     | Eugenio Spotti       |
|    | Italia (bandiera) | D     | Achille Zeglioli     |
|    | Italia (bandiera) | C     | Lino Anceschi        |
|    | Italia (bandiera) | C     | Luigi Bicicli        |
|    | Italia (bandiera) | C     | Mario Castellazzi    |

| N. |                   | Ruolo | Calciatore          |
| -- | ----------------- | ----- | ------------------- |
|    | Italia (bandiera) | C     | Romano Fontana      |
|    | Italia (bandiera) | C     | Bruno Franzini      |
|    | Italia (bandiera) | C     | Renato Miglioli     |
|    | Italia (bandiera) | C     | Giovanni Montini    |
|    | Italia (bandiera) | C     | Umberto Villani     |
|    | Italia (bandiera) | A     | Francesco Bertolani |
|    | Italia (bandiera) | A     | Luigi Girelli       |
|    | Italia (bandiera) | A     | Montebugnoli        |
|    | Italia (bandiera) | A     | Fausto Monteverdi   |
|    | Italia (bandiera) | A     | Stelvio Zaramella   |

## Risultati

### Serie C

#### Girone d'andata
| Arbitro: | Genel (Trieste) |

|                                |           |  |
| Loranzi 19’, 90’ Corradino 67’ | Marcatori |  |

| Arbitro: | Pieri (Trieste) |

|               |           |  |
| Bertolani 17’ | Marcatori |  |

| Arbitro: | De Robbio (Torre Annunziata) |

|           |           |            |
| Maluta 4’ | Marcatori | 9’ Montini |

| Arbitro: | Babini (Ravenna) |

|               |           |                |
| Bertolani 81’ | Marcatori | 22’ Pochissimo |

| Arbitro: | Cataldo (Reggio Calabria) |

|                 |           |  |
| Badiali 4’, 59’ | Marcatori |  |

| Catanzaro 21 ottobre 1956 6ª giornata | Catanzaro       | 0 – 0 | Cremonese | Stadio Militare\| Arbitro: \| Ubezio (Novara) \| |
| Arbitro:                              | Ubezio (Novara) |       |           |                                                  |

| Cremona 28 ottobre 1956 7ª giornata | Cremonese       | 0 – 0 | Lecco | Stadio Giovanni Zini\| Arbitro: \| Perego (Milano) \| |
| Arbitro:                            | Perego (Milano) |       |       |                                                       |

| Arbitro: | Zaza (Molfetta) |

|            |           |  |
| Foglia 64’ | Marcatori |  |

| Arbitro: | Clemente (Reggio Calabria) |

|                                    |           |            |
| Della Frera 56’ (rig.) Bicicli 73’ | Marcatori | 71’ Masoni |

| Arbitro: | Smorto (Reggio Calabria) |

|  |           |               |
|  | Marcatori | 69’ Bertolani |

| Arbitro: | De Magistris (Torino) |

|                                      |           |                   |
| Della Frera 76’ (rig.) Bertolani 82’ | Marcatori | 44’, 53’ Manzardo |

| Arbitro: | Gestro (Genova) |

|            |           |  |
| Fabbri 48’ | Marcatori |  |

| Arbitro: | Genel (Trieste) |

|                             |           |  |
| Bicicli 50’ Castellazzi 82’ | Marcatori |  |

| Arbitro: | Babini (Ravenna) |

|         |           |                             |
| Rao 51’ | Marcatori | 17’ Bertolani 34’ Zaramella |

| Arbitro: | Smorto (Reggio Calabria) |

|                    |           |  |
| Zaramella 41’, 47’ | Marcatori |  |

| Arbitro: | Zaza (Molfetta) |

|                                |           |               |
| Bercarich 40’ Gennari 59’, 70’ | Marcatori | 71’ Zaramella |

| Arbitro: | Genel (Trieste) |

|            |           |  |
| Bodini 80’ | Marcatori |  |

#### Girone di ritorno
| Cremona 3 febbraio 1957 18ª giornata | Cremonese           | 0 – 0 | Prato | Stadio Giovanni Zini\| Arbitro: \| Gambarotta (Genova) \| |
| Arbitro:                             | Gambarotta (Genova) |       |       |                                                           |

| Arbitro: | Babini (Ravenna) |

|                          |           |                             |
| Longoni 35’ Bozzetti 43’ | Marcatori | 15’ Zaramella 56’ Bertolani |

| Cremona 17 febbraio 1957 20ª giornata | Cremonese        | 0 – 0 | Siena | Stadio Giovanni Zini\| Arbitro: \| Cirone (Palermo) \| |
| Arbitro:                              | Cirone (Palermo) |       |       |                                                        |

| Arbitro: | Genel (Trieste) |

|                            |           |                                |
| Pochissimo 20’ Bergamo 84’ | Marcatori | 14’, 25’ Zaramella 64’ Fontana |

| Arbitro: | Babini (Ravenna) |

|                                            |           |            |
| Bicicli 55’ Fontana 60’ Zaramella 70’, 75’ | Marcatori | 85’ Franzò |

| Arbitro: | Zaza (Molfetta) |

|               |           |  |
| Bertolani 18’ | Marcatori |  |

| Arbitro: | De Gregorio (Legnano) |

|                  |           |  |
| Gotti 70’ (rig.) | Marcatori |  |

| Arbitro: | Adami (Roma) |

|               |           |  |
| Zaramella 76’ | Marcatori |  |

| Arbitro: | Ubezio (Novara) |

|                                  |           |             |
| Puccinelli 40’ (rig.) Masoni 70’ | Marcatori | 78’ Bicicli |

| Arbitro: | Maghernino (San Severo) |

|                                                         |           |                     |
| Bertolani 16’ Monteverdi 41’ Zaramella 48’ Franzini 61’ | Marcatori | 77’ (aut.) Zeglioli |

| Arbitro: | Gambarotta (Genova) |

|                               |           |              |
| Manzardo 4’, 36’ Sperotto 47’ | Marcatori | 57’ Miglioli |

| Arbitro: | Boati (Milano) |

|               |           |  |
| Bertolani 59’ | Marcatori |  |

| Arbitro: | Caputo (Napoli) |

|              |           |  |
| Montrone 53’ | Marcatori |  |

| Arbitro: | Clemente (Roma) |

|               |           |         |
| Bertolani 30’ | Marcatori | 40’ Rao |

| Arbitro: | Cirone (Palermo) |

|                                |           |              |
| Nundini 15’, 80’ Mazzucchi 72’ | Marcatori | 12’ Franzini |

| Arbitro: | Babini (Ravenna) |

|                            |           |               |
| Girelli 7’ Castellazzi 58’ | Marcatori | 31’ Bercarich |

| Arbitro: | Campagna (Palermo) |

|                             |           |  |
| Casisa 12’ Peruzzi 37’, 75’ | Marcatori |  |

## Statistiche

### Statistiche di squadra
| Competizione | Punti | In casa | In casa | In casa | In casa | In casa | In casa | In trasferta | In trasferta | In trasferta | In trasferta | In trasferta | In trasferta | Totale | Totale | Totale | Totale | Totale | Totale | DR |
| Competizione | Punti | G       | V       | N       | P       | Gf      | Gs      | G            | V            | N            | P            | Gf           | Gs           | G      | V      | N      | P      | Gf     | Gs     | DR |
| ------------ | ----- | ------- | ------- | ------- | ------- | ------- | ------- | ------------ | ------------ | ------------ | ------------ | ------------ | ------------ | ------ | ------ | ------ | ------ | ------ | ------ | -- |
| Serie C      | 37    | 17      | 11      | 6       | 0       | 25      | 8       | 17           | 3            | 3            | 11           | 13           | 29           | 34     | 14     | 9      | 11     | 38     | 37     | +1 |

### Statistiche dei giocatori[2]
| Giocatore      | Serie C  | Serie C |
| Giocatore      | Presenze | Reti    |
| -------------- | -------- | ------- |
| L. Anceschi    | 3        | 0       |
| F. Bertolani   | 30       | 10      |
| L. Bicicli     | 33       | 4       |
| G. Bodini      | 15       | 1       |
| M. Castellazzi | 26       | 2       |
| G. Della Frera | 34       | 2       |
| R. Fontana     | 10       | 2       |
| B. Franzini    | 16       | 2       |
| M. Ghisolfi    | 34       | 0       |
| L. Girelli     | 2        | 1       |
| L. Lenzi       | 28       | 0       |
| M. Massazza    | 31       | 0       |
| R. Miglioli    | 14       | 1       |
| Montebugnoli   | 2        | 0       |
| F. Monteverdi  | 31       | 1       |
| G. Montini     | 7        | 1       |
| C. Somenzi     | 1        | 0       |
| E. Spotti      | 2        | 0       |
| U. Villani     | 5        | 0       |
| S. Zaramella   | 28       | 11      |
| A. Zeglioli    | 22       | 0       |